# ثورتفيتيت
ثورتفيتيت هو معدن نادر يحوي في تركيبه على فلز السكانديوم وقد يرافقه الإتريوم؛ وهو ينتمي إلى معادن السيليكات؛ وله لون أخضر أو رمادي أو أسود.
يطلق على المعدن هذا الاسم نسبة إلى عالم المعادن النرويجي أولاوس ثورتفيت Olaus Thortveit، والذي اكتشفه أول مرة سنة 1911.